# Aaron Carter
Aaron Carter (Tampa, Florida, 7 de desembre de 1987 - Lancaster, Califòrnia, 5 de novembre de 2022) va ser un cantant de música pop estatunidenc, de vegades més conegut per les seves extravagàncies que per la seva música. Era el germà petit de Nick Carter, cantant dels Backstreet Boys.
Va començar la carrera als set anys, com a líder de la banda Dead End. Va debutar com teloner dels Backstreet Boys des del 1997.
Després va començar com a solista, cantant pop i de hip-hop. El seu àlbum Aaron Carter va ser disc d'or a diferents països. «Noi maco» va ser un veritable trencacors d'audiències infantils i joves a principi del segle xxi. Carter era molt conegut per les informacions dels mitjans sobre la seva vida personal, incloses les seves relacions anteriors amb les actrius adolescents Hilary Duff i Lindsay Lohan, i els seus problemes legals i financers.
Els germans no s'entenien gaire i el 2019, Nick, la parella del qual Aaron hauria amenaçat de mort, va demanar-ne una ordre d’allunyament. Va morir als 34 anys, ofegat a una banyera.